# Дід Гая
Дід Гая (Гаюн) (біл. Гаёвы Дзед) — персонаж білоруської міфології, головний та найстаріший з лісових духів — цар, власник та покровитель гаїв і лісів. Він завжди їх охороняє — доглядає за деревами, тваринами і птахами, а ті підкоряються йому. Зазвичай ніколи не шкодить людям, навіть тим, що намагаються нашкодити лісові, а лише лякає їх, але часом трапляються й нещасні випадки.

## Опис
Гаюн це лісовий дух, що живе у лісах і їх охороняє. Він цар, власник та покровитель цих місць, а всі звірі, що населяють ці місця, підкоряються йому. Найчастіше постає у вигляді товстого старичка невеликого зросту, повністю покритого щільним волосяним покривом, замість волосся і бороди у нього лише товстий старий мох, але при цьому — володіє великою силою. Він більш схожий на ведмедя з головою людини — тільки ходить він прямо. Гаюн завжди носить із собою невеличку палицю, яка дуже допомагає йому в охороні — доглядає за деревами, тваринами і птахами, а до деяких місць він ставиться з особливою ніжністю, уважно стежачи, щоб ніхто не порушив їхні красу і спокій. Тих людей, хто насмілюється нашкодити лісу, Гаюн лише дуже сильно лякає, але ніколи не шкодить їм, проте трапляються й нещасні випадки, коли він не встигає налякати зловмисника, або коли йому все ж вдається завдати шкоди лісу — Гаюн у гніві упускає на нього дерево. Після зустрічі з ним — мало хто повертається на те місце ще раз.
У Гаюна також є внучки — Гаївки, через яких він, в тому числі, й зветься Дідом Гаю.
Раніше дерева на будівництво будинку не готували без дозволу Гаюна. Вважалося, що якщо не спитати його дозволу й усе одно побудувати будинок — ти накличеш на нього біду, і довго він точно не простоїть, а якщо Гаюн все ж погодитися — будинок простоїть довгі роки. Щоб отримати дозвіл Гаюна, треба було віднести йому гостинець. Якщо наступного ранку знайти гостинець не вдалося — значить, місце вибрано правильно. А якщо він так і залишився лежати, то потрібно було шукати інше місце і спробувати знову.